# Championnat d'Italie de hockey sur glace D2
L'Italian Hockey League (IHL) est la deuxième ligue de hockey sur glace en Italie après l'IHL-Serie A, l'élite italienne. Elle comprend dix équipes en 2021-2022.

## Nom du championnat
- Serie B (1934–1941)
- Campionato italiano di promozione (1948–1965)
- Serie B (1965–1996. divided in Serie B1 and Serie B2 between 1988 and 1996)
- Serie A2 (1996–1997)
- Serie B (1997–1998)
- Serie A2 (1998–2000)
- Serie B (2000–2002)
- Serie A2 (2002–2003)
- Serie B (2003–2004)
- Serie A2 (2004–2013)
- Seconda divisione (2013–2014)
- Serie B (2014–2017)
- Italian Hockey League (depuis 2017)

## Palmarès
- 1935: HC Milano II
- 1936: ADG Milano
- 1937: ?
- 1938: AMDG Milano II
- 1939: ?
- 1940: ?
- 1941: ?
- 1942-1946 : Non disputé
- 1947: Misurina
- 1947–1948: ?
- 1948–1949: Ortisei II
- 1949–1950: ?
- 1950–1951: Saslong Santa Cristina
- 1951–1952: Saslong Santa Cristina
- 1952–1953: Valpellice
- 1953–1954: HC Torino
- 1954–1955: Asiago
- 1955–1956: Latemar
- 1956–1957: Scoiattoli Bolzano
- 1957–1958: Amatori Milano
- 1958–1959: Amatori Milano
- 1959–1960: Amatori Milano
- 1960–1961: Latemar
- 1961–1962: SSV Bolzano
- 1962–1963: Alleghe
- 1963–1964: Alleghe
- 1964–1965: HC Torino
- 1965–1966: Amatori Cortina
- 1966–1967: HC Torino
- 1967–1968: Bruneck-Brunico
- 1968–1969: Bruneck-Brunico and HC Torino
- 1969–1970: Alleghe
- 1970–1971: Merano
- 1971–1972: SC Ritten-Renon
- 1972–1973: SC Ritten-Renon
- 1973–1974: Bolzano
- 1974–1975: Renon
- 1975–1976: Valpellice
- 1976–1977: Asiago and Turbine Milano
- 1977–1978: Merano
- 1978–1979: Bolzano
- 1979–1980: Selva
- 1980–1981: Selva
- 1981–1982: Fiemme
- 1982–1983: Fiemme
- 1983–1984: Auronzo
- 1984–1985: Fassa
- 1985–1986: Ritten-Renon
- 1986–1987: Fiemme
- 1987–1988: Milano Saima
- 1988–1989: Como
- 1989–1990: Cortina
- 1990–1991: Merano
- 1991–1992: Gherdëina-Gardena
- 1992–1993: CourmAosta
- 1993–1994: Cortina
- 1994–1995: Zoldo
- 1995–1996: Zoldo
- 1996–1997: Gherdëina-Gardena
- 1997–1998: Zoldo
- 1998–1999: Auronzo
- 1999–2000: Settequerce
- 2000–2001: Kaltern-Caldaro
- 2001–2002: Eppan-Appiano
- 2002–2003: Eppan-Appiano
- 2003–2004: Bressanone-Brixen
- 2004–2005: Vipiteno Broncos
- 2005–2006: Pontebba
- 2006–2007: Merano
- 2007–2008: Kaltern-Caldaro
- 2008–2009: Vipiteno Broncos
- 2009–2010: Eppan-Appiano
- 2010–2011: Vipiteno Broncos
- 2011–2012: Milano Rossoblu
- 2012–2013: Eppan-Appiano
- 2013–2014: Eppan-Appiano
- 2014–2015: Alleghe
- 2015–2016: Merano
- 2016–2017: Milano Rossoblu
- 2017–2018: Eppan-Appiano
- 2018–2019: Kaltern-Caldaro
- 2019–2020: non attribué
- 2020-2021: Caldaro
- 2021-2022: Unterland Cavaliers

## Équipes engagées pour la saison 2017-2018
| Club                   | Ville                         | Patinoire                           | Capacité |
| ---------------------- | ----------------------------- | ----------------------------------- | -------- |
| HC Alleghe             | Alleghe                       | Stadio Alvise De Toni               | 2.500    |
| HC Feltreghiaccio      | Feltre                        | Palaghiaccio Feltre                 | 6.000    |
| HC Chiavenna           | Chiavenna                     | Palaghiaccio di Chiavenna           | 450      |
| Hockey Côme            | Côme                          | Palaghiaccio Casate                 | 2.500    |
| HC Varèse              | Varèse                        | PalAlbani                           | 1.200    |
| Hockey Milano Rossoblu | Milan                         | Stadio del ghiaccio Agorà           | 4.000    |
| SC Auer-Ora            | Ora                           | Eisplatz Schwarzenbach              | 500      |
| AS Pergine             | Pergine Valsugana             | Stadio del ghiaccio di Pergine      | 2.500    |
| HC Merano              | Merano                        | MeranArena                          | 3.000    |
| HC Appiano             | Appiano sulla Strada del Vino | Stadio del ghiaccio di Appiano      | 1.500    |
| SV Caldaro             | Caldaro sulla Strada del Vino | Palaghiaccio Caldaro                | 1.500    |
| Valdifiemme HC         | Cavalese                      | Palazzetto del Ghiaccio di Cavalese | 2.300    |

| Alleghe Feltre Chiavenna Pergine Ora Milan Côme Varèse Merano Appiano Caldaro Cavalese |